# Hypericum cumulicola
Hypericum cumulicola är en johannesörtsväxtart som först beskrevs av John Kunkel Small, och fick sitt nu gällande namn av P. Adams. Hypericum cumulicola ingår i släktet johannesörter, och familjen johannesörtsväxter. Inga underarter finns listade i Catalogue of Life.